# أحمد بن محمد بن علي الأنصاري اليمني
أحمد بن محمد بن علي بن إبراهيم الأنصاري الشيرواني كاتب ومؤلف وأديب من اليمن، من أهل تهامة، له كتب ومؤلفات أدبية عدة.
ولد في مدينة الحديدة المطلة على ساحل البحر الأحمر في اليمن، وقضى حياته في الحجاز واليمن ومصر والهند، وأخذ العلم عن علماء عصره في مدينة الحديدة وزبيد في اليمن، ودرس علوم الدين واللغة العربية والنحو والعروض، ومن أبرز شيوخه الشيخ عبد العزيز بن أحمد الدهلوي، والشيخ زين العابدين علوي المدني، ثم سافر إلى بلاد الحجاز عام 1807م لطلب العلم، وأخذ العلم من علماء الحرمين في مكة والمدينة، ثم سافر إلى الهند عام 1808م، وأخذ دروس العلم عن بعض علماء مدارس كلكتا ومنهم الشيخ بهاء الدين بن محسن الأسدي المصري الشافعي والشيخ عبد الله بن عثمان. وفي الهند كان على اتصال مع السلطان حيدر غازي الدين صاحب لكنهو، وأشتغل بالتأليف وعمل كاتب إنشاء.

## من مؤلفاته

غلاف كتاب حديقة الافراح لازالة الاتراح

- حديقة الأفراح لإزالة الأتراح - طبع في القاهرة 1937م.
- نفحة اليمن فيما يزول به الشجن - طبع في الهند 1811م - وطبع حديثا في المكتبة اليمنية ، صنعاء 1985.
- الجوهر الوقاد في شرح بانت سعاد - طبع في كلكتا، الهند 1815م.
- العجب العجاب فيما يفيد الكتاب في الأدب والإنشاء. طبع في الهند 1813م.
- بحر النفائس - مخطوط غير مطبوع.
- شمس الاقبال في مناقب ملك بهوبال - مخطوط غير مطبوع.
- له أبيات ودواوين شعر وقصائد متفرقة وردت في كتاب نيل الوطر.

## وفاته
توفي في مدينة كلكتا في الهند عام 1253 هـ/1837م.